# St. Michael (Neukirchen-Balbini)

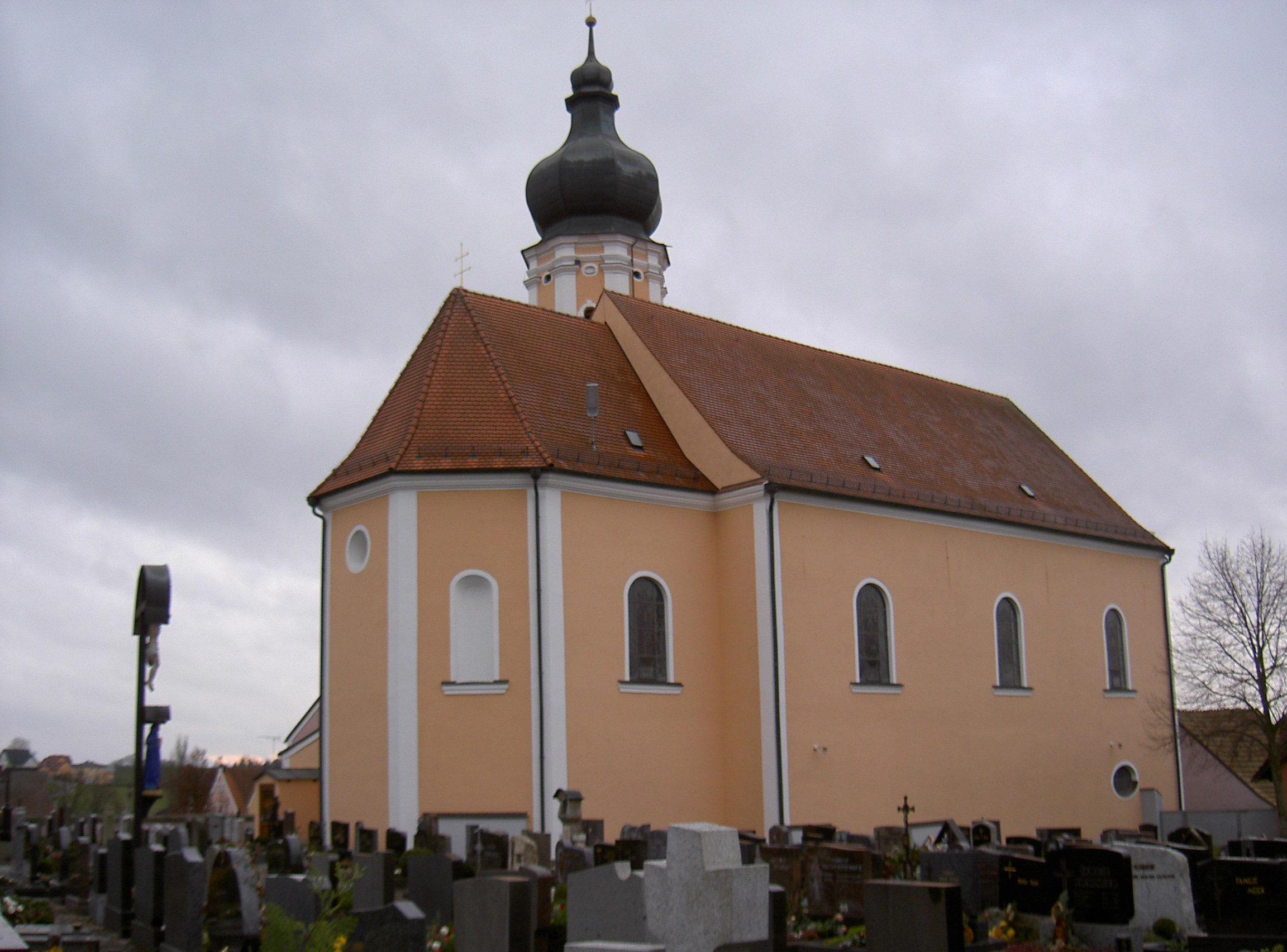
St. Michael (Neukirchen-Balbini)

Die römisch-katholische, denkmalgeschützte Pfarrkirche St. Michael steht in Neukirchen-Balbini, einem Markt im Landkreis Schwandorf der Oberpfalz. Die Kirche gehört zum Bistum Regensburg. Das Bauwerk ist unter der Denkmalnummer D-3-76-146-4 als Baudenkmal in die Bayerische Denkmalliste eingetragen. Kirchenpatron ist Nikolaus von Myra. Kirchenpatron ist der Erzengel Michael.

## Beschreibung
Die Saalkirche wurde um 1718 errichtet. Sie besteht aus einem Langhaus, einem eingezogenen, dreiseitig geschlossenen Chor im Osten und einem Kirchturm an der Südwand des Langhauses. Seine beiden unteren Geschosse stammen aus der Zeit der Gotik, das obere beherbergt die Turmuhr. Um 1843 wurde der Kirchturm mit einem achteckigen Geschoss aufgestockt, das den Glockenstuhl beherbergt, in dem fünf Kirchenglocken hängen, und mit einer Zwiebelhaube bedeckt ist. Zur Kirchenausstattung gehört ein Hochaltar mit einer Darstellung des Erzengels Michael als Drachentöter aus der Erbauungszeit. Die Kanzel hat Christoph Luybl geschaffen.